# Юникод в Windows
Одной из первых компаний, последовательно внедрявших Юникод, была Майкрософт — Windows NT была первой операционной системой, использовавшей Юникод в системных вызовах. Было выбрано двухбайтное представление символов (UCS-2); начиная с Windows 2000, возможно представление символов дополнительных плоскостей с помощью суррогатных пар UTF-16.
Переход на Unicode был поэтапным:
- Windows 3.x — только кодовые страницы ANSI
- Windows 9x — кодовые страницы ANSI и ограниченно Юникод
- Windows NT 3.1 — первая операционная система, основанная на Юникоде
- Windows NT 4.0 — отображение символов Юникода
- Windows NT 5.0 (Windows 2000) — отображение и ввод символов Юникода

Операционные системы Windows XP и Windows Server 2003, как и предшествующие им Windows NT 4 и Windows 2000, поставляются с системными библиотеками, включающими функции обоих видов: юникодовые и предназначенные для работы со строками в текущей кодовой странице системы, условно называемой ANSI-страницей. При этом для вызова юникодовых функций используется суффикс W (от слова wide «широкий», например, lstrlenW()), а для вызова ANSI-функций используется буква A (например, lstrlenA()). В результате на ОС семейства Windows NT запускаются и программы, способные использовать Юникод, и более старые программы, неспособные одновременно работать с символами разных языков. Большинство ANSI-функций реализовано как оболочки над соответствующими юникодовыми функциями. Использовать при этом можно только поддерживаемые этими программами символы.
В Windows CE, начиная с самых первых версий, за исключением малого числа случаев, использовался только UTF-16.
В 2001 году корпорация Майкрософт выпустила специальное дополнение к своим старым операционным системам Windows 95, Windows 98 и Windows Me. Дополнение называется слоем (уровнем) Юникода (англ. Microsoft Layer for Unicode, MSLU) и обеспечивает поддержку Юникода на указанных старых платформах. Это дополнение включает в себя динамическую библиотеку unicows.dll (всего 240 Кбайт), содержащую юникодовые версии (те, что с буквой W на конце) всех основных функций Windows API. В результате на старых операционных системах Windows стало возможно запускать как старые, так и новые программы, рассчитанные на использование Юникода.
В Windows NT включена функция IsTextUnicode, которая пытается статистическими методами определить, содержит ли переданная ей строка текст в Юникоде. Для очень коротких текстов эта функция часто даёт неверный результат. Например, эту функцию использует стандартный текстовый редактор Windows NT — Блокнот при открытии текстовых файлов, что породило легенды о существовании в нём «пасхальных яиц» следующего рода:

- Откройте программу Блокнот и наберите следующий текст:

Билл Гейтс самый умный
- Сохраните текст и закройте программу.
- Откройте сохранённый текстовый документ, скопируйте текст в другой текстовый редактор (например, Microsoft Word), и вы увидите его содержимое:

쌠

Более эффектными являются фразы, целиком состоящие из латинских букв (например, «this app can break»), потому что в этом случае при неверном распознавании кодировки будет отображаться целая строка некорректных символов..